# Élections législatives gabonaises de 1961
Les élections législatives gabonaises de 1961 se déroulent de manière anticipées le 12 février 1961 afin de pourvoir les 67 sièges de l'Assemblée nationale du Gabon. Organisées en même temps que la présidentielle, il s'agit des premières législatives organisée depuis l'indépendance du pays le 17 aout 1960
Les élections voient le président du conseil Léon Mba former une liste unique dite « Union nationale » entre son parti, le Bloc démocratique gabonais et l'Union Démocratique et Sociale Gabonaise (UDSG). Seule en lice, celle-ci remporte la totalité des sièges en l'absence d'opposants. Tête de liste à la présidentielle, Mba est quant à lui élu dans les mêmes conditions, et fait adopter par la suite une nouvelle constitution faisant passer le pays d'un régime parlementaire à un régime présidentialiste lui octroyant des pouvoirs élargis,.

## Système électoral
Les 67 membres de l'assemblée nationale sont élus pour sept ans au scrutin majoritaire plurinominal dans une unique circonscription nationale. La liste arrivée en tête remporte l'ensemble des sièges. Le vote est par ailleurs obligatoire, et la tête de liste du parti en lice est également candidat à la présidence, organisées simultanément

## Résultats
|                           | |         |       |        |     |  |  |  |  |
| Parti                     | Parti                                                                                               | Votes   | %     | Sièges | +/– |  |  |  |  |
|                           | Union nationale - Bloc démocratique gabonais (BDG) - Union démocratique et sociale gabonaise (UDSG) | 315 335 | 100   | 67     | 27  |  |  |  |  |
|                           | |         |       |        |     |  |  |  |  |
| Votes valides             | Votes valides                                                                                       | 315 335 | 99,58 |        |     |  |  |  |  |
| Votes blancs et invalides | Votes blancs et invalides                                                                           | 1 344   | 0,42  |        |     |  |  |  |  |
| Total                     | Total                                                                                               | 316 679 | 100   | 67     | 27  |  |  |  |  |
| Abstention                | Abstention                                                                                          | 4 077   | 1,27  |        |     |  |  |  |  |
| Inscrits/Participation    | Inscrits/Participation                                                                              | 320 756 | 98,73 |        |     |  |  |  |  |